# Giles Barnes
Giles Gordon K. Barnes (født 5. august 1988 i London, England) er en engelsk/jamaicansk fodboldspiller, der spiller som offensiv midtbanespiller hos Léon i den mexicanske liga.
Barnes startede karrieren i 2005 hos Derby County, hvor han spillede hos indtil 2009. Han blev i sin tid i klubben bl.a. lejet ud til Fulham. 
I 2010-2011 sæsonerne spillede han 23 kampe for Premier League-klubben West Bromwich.
Herefter blev han solgt til Doncaster Rovers, som han spillede for i 1 sæson. Han spillede 33 kampe for klubben.
Barnes spillede i sine ungdomsår 12 kampe og scorede syv mål for det engelske U-19 landshold. Han har (pr. april 2018) spillet 19 kampe og scoret tre mål for Jamaica, som han repræsenterer på seniorplan.